# Ocotea clavigera
Ocotea clavigera är en lagerväxtart som beskrevs av Carl Christian Mez. Ocotea clavigera ingår i släktet Ocotea och familjen lagerväxter. Inga underarter finns listade i Catalogue of Life.